# Susana de Sousa Dias
Susana de Sousa Dias née le 22 janvier 1962 à Lisbonne, est une cinéaste et documentariste portugaise. Elle intègre dans son travail des images d'archives datant de la dictature portugaise. Ces films abordent les thèmes tels que la mémoire collective, le fascisme, le néocolonialisme.

## Biographie
Elle est étudiante à l'école  supérieure de théâtre et de cinéma de Lisbonne. Elle poursuit son cursus en peinture à l'école des beaux-arts de Lisbonne dont elle est diplômée en 1991.
En 2000, elle réalise Processo-Crime 141-53, un film sur deux prisonnières politiques incarcérées en 1938. Pour ce film, elle accède aux documents d'archives de la police politique. Elle découvre des photographies anthropométriques de prisonniers politiques. Ces images vont être l'élément central de son questionnement sur le rôle et l'usage des images d'archives et l'écriture de l'histoire.
En 2005, elle obtient un master de philosophie, en esthétique et philosophie de l'art avec une thèse sur le cinéma, les archives et la mémoire. C'est dans ce cadre, qu'elle réalise son premier long métrage documentaire Natureza Morta (Still Life).
En 2014, elle obtient un doctorat en beaux-arts vidéo de l'Université de Lisbonne, avec une thèse sur les images d'archives et le mouvement ralenti, un travail théorique qu'elle met en œuvre lors de la réalisation de 48, son deuxième long métrage documentaire. Elle a retrouvé les personnes représentées sur les clichés anthropométriques de la police politique. Elle a enregistré leur histoire. L'image est constituée de gros plans à partir des clichés. La bande son est constituée des souvenirs et des récits des protagonistes. Le titre du film 48 fait référence au nombre d'années que le Portugal a passées sous la dictature.
Elle fonde avec Elsa Sertório et Ansgar Schaefer, la société de production cinématographique Kintop.
En 2012, elle forme un collectif de femmes qui dirige pendant deux années consécutives le Festival international du documentaire de Lisbonne Doclisboa. Elle introduit de nouvelles sections dans le festival telles que Cinéma de l'Urgence et Passages sur les relations entre cinéma documentaire et art contemporain.
En 2017, elle réalise Luz Obscura. Susana de Sousa Dias s'attache cette fois à une seule photo de la police politique représentant une mère avec son enfant. Elle retrouve la trace des trois enfants de la prisonnière politique.
En 2019, elle réalise Fordlandia Malaise. Ce film est à la recherche de la mémoire de l'entreprise néocoloniale, lorsque Henry Ford fonde la ville de Fordlandia, dans la forêt amazonienne en 1928. Celui-ci voulait produire au Brésil le caoutchouc nécessaire pour ses usines de voitures aux États-Unis.
Outre sa carrière de réalisatrice, Susana de Sousa Dias travaille également dans le domaine des arts visuels. En 2010, elle présente pour la première fois l'installation en trois écrans et son 5.1 Natureza Morta – Stilleben au Musée National d'Art Contemporain - Musée du Chiado à Lisbonne.

## Prix et distinctions
- prix du mérite, Taiwan Documentary Film Festival, pour Natureza Morta (Still Life), 2006
- Atalanta Films Award, Doclisboa, pour Natureza Morta (Still Life), 2006[13]
- grand Prix, Cinéma du Réel, pour 48, 2010
- prix FIPRESCI, DOK Leipzig, pour 48 2010
- meilleur film documentaire, Festival international du film documentaire de Jihlava, pour 48, 2010
- grand Prix, Festival International du Film Indépendant de Mar del Plata, pour 48, 2011
- mention spéciale, Festival international Documenta, Madrid, pour Luz Obscura, 2017[14]

## Films
- Uma Época de Ouro: Cinema Português 1930-1945, pour la série documentaire História do Cinema Português, 1997
- Processo-Crime 141/53: Enfermeiras no Estado Novo, 2000
- Natureza Morta (Still Life), 72 min, 2006
- 48, 93 min, 2010
- Luz Obscura, 76 min, 2017
- Fordlandia Malaise, 40 min, 2019[15]
- Viagem ao Sol (Journey to the sun), 109 min, 2021

## Publications
- (In)visible Evidence: the Representability of Torture, A Companion to Contemporary Documentary Film, Wiley-Blackwell, 2015[16]
- A sort of microscope of time: decelerated movement and archive footage, Thinking Reality and Time through film, Cambridge Scholar Publishing, 2017[17]